# ディープ・セレクション 1984-1995
『ディープ・セレクション 1984-1995』（英語: Deep Cuts, Volume 3 (1984–1995)）は、イギリスのロックバンド、クイーンの1984年から1995年までの、あまり知られていない曲を集めたコンピレーション・アルバム。
なお、このアルバムの発売日である2011年9月5日は、バンドの元メンバーのフレディ・マーキュリーの生誕65年の日でもある。
なお、収録曲のうち「カショーギの船」は、『ザ・ミラクル』においては前曲と繋がるようにして収録されていたが、本作ではオリジナルには無かった6秒間のイントロが追加、独立した形で収録されている。
また、「イッツ・ア・ビューティフル・デイ (リプライズ)」も『メイド・イン・ヘヴン』においては前曲、次曲と繋がるように収録されていたが、本作では次曲「Yeah」と繋げて1つの楽曲になるように再編集、独立した形で収録されている。

## 収録曲
| #         | タイトル                                                                          | 作詞・作曲                           | 時間  |
| --------- | --------------------------------------------------------------------------------- | ------------------------------------ | ----- |
| 1.        | 「メイド・イン・ヘヴン」(Made in Heaven)                                          | フレディ・マーキュリー               | 5:28  |
| 2.        | 「マシーン・ワールド」(Machines (or 'Back To Humans'))                            | ブライアン・メイ、ロジャー・テイラー | 5:08  |
| 3.        | 「ドント・トライ・ソー・ハード」(Don't Try So Hard)                               | クイーン                             | 3:42  |
| 4.        | 「テア・イット・アップ」(Tear It Up)                                              | メイ                                 | 3:25  |
| 5.        | 「ボーン・トゥ・ラヴ・ユー」(I Was Born To Love You)                              | マーキュリー                         | 4:52  |
| 6.        | 「ウインターズ・テイル」(A Winter's Tale)                                         | クイーン                             | 3:52  |
| 7.        | 「ライド・ザ・ワイルド・ウィンド」(Ride the Wild Wind)                            | クイーン                             | 4:45  |
| 8.        | 「ビジュウ」(Bijou)                                                               | クイーン                             | 3:38  |
| 9.        | 「素晴らしきロックン・ロール・ライフ」(Was It All Worth It)                       | クイーン                             | 5:46  |
| 10.       | 「愛ある日々」(One Year of Love)                                                  | ジョン・ディーコン                   | 4:30  |
| 11.       | 「カショーギの船」(Khashoggi's Ship)                                              | クイーン                             | 2:55  |
| 12.       | 「悲しい世界」(Is This the World We Created…?)                                    | マーキュリー、メイ                   | 2:15  |
| 13.       | 「ザ・ヒットマン」(The Hitman)                                                    | クイーン                             | 4:57  |
| 14.       | 「イッツ・ア・ビューティフル・デイ (リプライズ)」(It's a Beautiful Day (Reprise)) | クイーン                             | 3:25  |
| 15.       | 「マザー・ラヴ」(Mother Love)                                                     | マーキュリー、メイ                   | 4:48  |
| 合計時間: | 合計時間:                                                                         | 合計時間:                            | 63:26 |